# Ahmad Abd al-Ghaffur as-Samarra'i
Scheich Ahmad Abd al-Ghaffur as-Samarra'i (arabisch أحمد عبد الغفور السامرائي, DMG Aḥmad ʿAbd al-Ġafūr as-Sāmarrāʾī; geb. 1955 in Samarra, Irak; gest. 24. Februar 2024 in Amman, Jordanien) war ein durch viele Medienauftritte prominenter irakischer sunnitischer Gelehrter, zu dessen Wirkungsorten die Imam-Ghazali-Moschee in Samarra und die Umm-al-Qura-Moschee in Bagdad zählten. Er war der Leiter der Sunnitischen Waqf-Behörde im Irak (im Bagdader Stadtteil al-Aʿzamiyya). Er war einer der hochrangigen Teilnehmer der Internationale Theologische Konferenz „Islamische Lehre gegen Radikalismus“ am 25.–26. Mai 2012 in Moskau im Hotel Ritz-Carlton mit Teilnehmern aus Kuwait, Saudi-Arabien, Tunesien und Russland.